# Callia chrysomelina
Callia chrysomelina là một loài bọ cánh cứng trong họ Cerambycidae.